# Comus (Maryland)

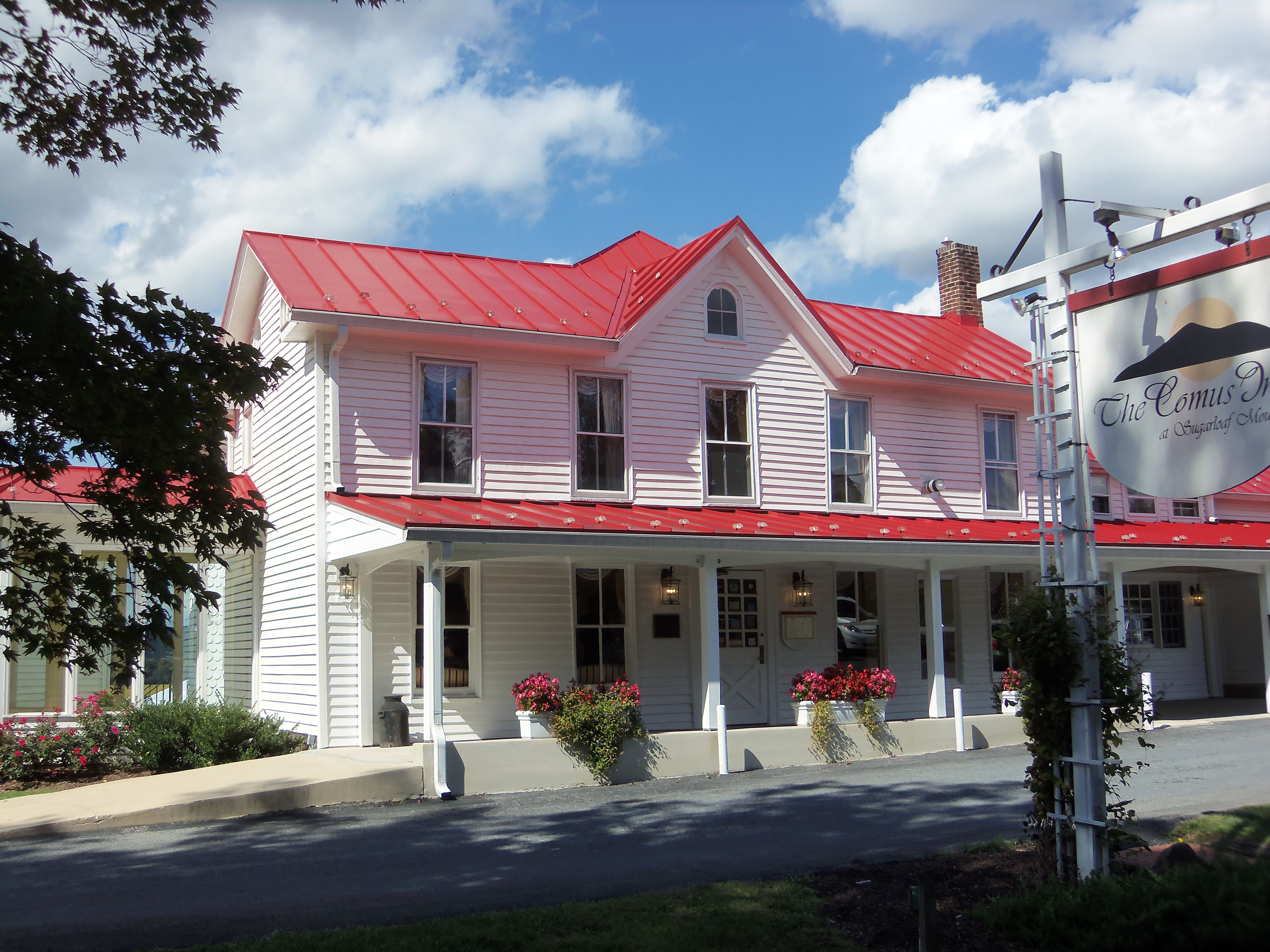
Comus Inn.

Comus é uma área não incorporada do Condado de Montgomery, Maryland, Estados Unidos. Sua elevação é de 591 pés (180 m). A comunidade em sua maioria rural está localizado a cerca de 39,7 milhas (63,9 km) de carro de Washington D.C..